# Patrick Cutrone
Pour les articles homonymes, voir Cutrone.
Patrick Cutrone, né le 3 janvier 1998 à Côme, est un footballeur international Italien qui évolue au poste d'avant-centre à Côme 1907.

## Biographie

### En club
Pur produit du centre de formation de l'AC Milan où il s'était fait remarquer par son efficacité (33 buts en 56 matchs avec la Primavera), il commence à être appelé régulièrement dans le groupe professionnel dès Janvier 2017 avant ses débuts officiels en Série A en Mai (entrée en fin de match contre Bologne 1909, victoire 3-0),. À l'intersaison, il est titulaire pour le troisième tour de qualification de Ligue Europa contre le club roumain de CS U Craiova ; le Milan s'impose 1-0. Lors du match retour, il s'illustre par un but et permet à son équipe de l'emporter 2-0. Ces performances vont convaincre la direction de l'intégrer définitivement en équipe première.
Alors qu'il était destiné à n'être qu'un troisième choix derrière les nouvelles recrues à 65M€ André Silva et Nikola Kalinić, le jeune Cutrone arrive quand même à se frayer une place de titulaire assez régulier, avec un rendement intéressant. Il évitera ainsi à son équipe une humiliante débâcle en Ligue Europa en marquant le but victorieux à la dernière minute du match à domicile contre le Rijeka, qui avait égalisé alors que le Milan menait 2-0. Mais c'est surtout sous les ordres de Gattuso que l'attaquant arrive à percer en Série A. En effet, à peine 19 ans, l'attaquant se montrera souvent décisif : il est l'unique buteur lors du derby contre l'Inter en coupe d'Italie et marquera en championnat lors des victoires importantes contre les deux équipes romaines, rivales pour la course au podium.
Au mercato estival de 2019, Patrick Cutrone signe un contrat de quatre ans avec le club anglais de Wolverhampton FC. Le montant du transfert est estimé à 18 M€ (+ 4 de bonus),.
Le 10 janvier 2020, la Fiorentina annonce l'arrivée de Cutrone en prêt pour une durée de deux ans. Ce prêt prend fin le  7 janvier 2021, lorsqu'il est rappelé de prêt par les Wolves.

### En sélection
En 2013, Patrick Cutrone débute avec la sélection italienne des moins de 15 ans (en). En 2015, il participe au championnat d'Europe de football des moins de 17 ans ; son équipe est éliminée en quarts de finale par l'équipe de France. Lors de cette compétition, il joue cinq matchs. Il se distingue lors de la phase de groupe avec un but contre les Pays-Bas et une passe décisive contre l'Irlande.
En juillet 2016, avec l'équipe d'Italie des moins de 19 ans, Patrick Cutrone atteint la finale du championnat d'Europe. Entré en jeu à la 45e minute, son équipe s'incline une nouvelle fois face à la France, sur le score de 4-0. Cutrone dispute quatre rencontres lors de ce tournoi.
Le 1er septembre 2017, il débute avec les espoirs lors d'un match amical face à l'Espagne (défaite 3-0). Il inscrit quatre buts avec les espoirs en 2017 : un doublé contre la Hongrie, un but contre la Slovénie, et enfin un but face au Maroc. Il délivre également deux passes décisives.
Le 17 mars 2018, il est convoqué pour la première fois dans l'équipe A à l'occasion des matchs amicaux contre l'Argentine et l'Angleterre. Il honore sa première sélection face à l'Argentine, en remplaçant Ciro Immobile à la 74e minute du match (défaite 2-0).

## Statistiques
| Saison                | Club                    | Championnat           | Championnat | Championnat | Championnat | Coupe(s) nationale(s) | Coupe(s) nationale(s) | Coupe(s) nationale(s) | Compétition(s) continentale(s) | Compétition(s) continentale(s) | Compétition(s) continentale(s) | Compétition(s) continentale(s) | Italie | Italie | Italie | Total | Total | Total |
| Saison                | Club                    | Division              | M.          | B.          | P.d.        | M.                    | B.                    | P.d.                  | Comp.                          | M.                             | B.                             | P.d.                           | M.     | B.     | P.d.   | M.    | B.    | P.d.  |
| 2016-2017             | AC Milan                | Serie A               | 1           | 0           | 0           | -                     | -                     | -                     | -                              | -                              | -                              | -                              | -      | -      | -      | 1     | 0     | 0     |
| 2017-2018             | AC Milan                | Serie A               | 28          | 10          | 2           | 5                     | 2                     | 0                     | C3                             | 13                             | 6                              | 1                              | 1      | 0      | 0      | 47    | 18    | 3     |
| 2018-2019             | AC Milan                | Serie A               | 34          | 3           | 2           | 4                     | 2                     | 0                     | C3                             | 5                              | 4                              | 0                              | -      | -      | -      | 43    | 9     | 2     |
| Sous-total            | Sous-total              | Sous-total            | 63          | 13          | 4           | 9                     | 4                     | 0                     | -                              | 18                             | 10                             | 1                              | 1      | 0      | 0      | 91    | 27    | 5     |
| 2019-2020             | Wolverhampton Wanderers | Premier League        | 12          | 2           | 0           | 2                     | 1                     | 1                     | C3                             | 10                             | 0                              | 2                              | -      | -      | -      | 24    | 3     | 3     |
| 2020-2021             | Wolverhampton Wanderers | Premier League        | 2           | 0           | 0           | 2                     | 0                     | 0                     | -                              | -                              | -                              | -                              | -      | -      | -      | 4     | 0     | 0     |
| Sous-total            | Sous-total              | Sous-total            | 14          | 2           | 0           | 4                     | 1                     | 1                     | -                              | 10                             | 0                              | 2                              | -      | -      | -      | 28    | 3     | 3     |
| 2019-2020             | ACF Fiorentina (prêt)   | Serie A               | 19          | 4           | 1           | 2                     | 1                     | 0                     | -                              | -                              | -                              | -                              | -      | -      | -      | 21    | 5     | 1     |
| 2020-2021             | ACF Fiorentina (prêt)   | Serie A               | 11          | 0           | 0           | 2                     | 0                     | 1                     | -                              | -                              | -                              | -                              | -      | -      | -      | 13    | 0     | 1     |
| Sous-total            | Sous-total              | Sous-total            | 30          | 4           | 1           | 4                     | 1                     | 1                     | -                              | -                              | -                              | -                              | -      | -      | -      | 34    | 5     | 2     |
| 2020-2021             | Valence CF (prêt)       | Liga                  | 7           | 0           | 0           | -                     | -                     | -                     | -                              | -                              | -                              | -                              | -      | -      | -      | 7     | 0     | 0     |
| Sous-total            | Sous-total              | Sous-total            | 7           | 0           | 0           | -                     | -                     | -                     | -                              | -                              | -                              | -                              | -      | -      | -      | 7     | 0     | 0     |
| 2021-2022             | Empoli FC (prêt)        | Serie A               | 28          | 3           | 1           | 3                     | 0                     | 0                     | -                              | -                              | -                              | -                              | -      | -      | -      | 31    | 3     | 1     |
| Sous-total            | Sous-total              | Sous-total            | 28          | 3           | 1           | 3                     | 0                     | 0                     | -                              | -                              | -                              | -                              | -      | -      | -      | 31    | 3     | 1     |
| 2022-2023             | Côme 1907               | Serie B               | 35          | 9           | 2           | -                     | -                     | -                     | -                              | -                              | -                              | -                              | -      | -      | -      | 35    | 9     | 2     |
| 2023-2024             | Côme 1907               | Serie B               | 32          | 14          | 4           | 1                     | 0                     | 0                     | -                              | -                              | -                              | -                              | -      | -      | -      | 33    | 14    | 4     |
| 2024-2025             | Côme 1907               | Serie A               | 19          | 6           | 3           | 1                     | 1                     | 0                     | -                              | -                              | -                              | -                              | -      | -      | -      | 20    | 7     | 3     |
| Sous-total            | Sous-total              | Sous-total            | 86          | 29          | 9           | 2                     | 1                     | 0                     | -                              | -                              | -                              | -                              | -      | -      | -      | 88    | 30    | 9     |
| Total sur la carrière | Total sur la carrière   | Total sur la carrière | 228         | 51          | 15          | 22                    | 7                     | 2                     | -                              | 28                             | 10                             | 3                              | 1      | 0      | 0      | 279   | 68    | 20    |